# Gansu
Gansu (alternativno latinizirano kot Kansu) je kopenska provinca v severozahodnem delu Ljudske republike Kitajske. Njeno glavno in največje mesto je Landžov v jugovzhodnem delu province.
Sedma največja upravna enota s površino 453.700 kvadratnih kilometrov leži med Tibetansko planoto in veliko puhlično planoto in meji na Mongolijo (provinca Govi-Altaj), Notranjo Mongolijo in Ningšjo na severu, Šindžjang in Činghaj na zahodu, Sečuan na jugu in Šaanši na vzhodu. Rumena reka teče skozi južni del pokrajine. Del ozemlja Gansuja je v puščavi Gobi. Na jugu province je gorovje Čiljan.
Gansu ima 26 milijonov prebivalcev. Med prebivalstvo province spadajo večinoma Han, skupaj s Hui, Dongšjang in tibetanskimi manjšinami. Najpogostejši jezik je mandarinščina. Gansu spada med najrevnejše upravne enote Kitajske, od leta 2019 na 31. mestu, zadnjem mestu, po BDP na prebivalca.
Država Čin izvira iz današnjega jugovzhodnega Gansuja, kjer je nato nastal prvi znani imperij na današnjem ozemlju Kitajske. Severna svilna pot je potekala skozi Heši koridor, ki je potekal skozi Gansu, zaradi česar je postal pomembna strateška postojanka in komunikacijska povezava za kitajski imperij.
Mesto Džjajuguan, drugo najbolj naseljeno mesto v Gansuju, je znano po odseku Velikega zidu in kompleksu trdnjav Džjajuguan.

## Ime
Gansu je sestavljenka iz imen Gānzhou (zdaj glavno mestno okrožje in sedež Džangje) in Sùzhou (staro ime in sodobni sedež Džiučuan), nekdanjih dveh najpomembnejših kitajskih naselbin v Heši koridorju.
Gansu je skrajšan kot "甘" (Gān) ali "陇" (Lǒng), znan pa je bil tudi kot Longxi (陇西; '[dežela] zahodno od Longa') ali Longyou (陇右; '[dežela] desno Long') pred zgodnjo dinastijo Zahodni Han, v zvezi z Dolgo goro (južni del današnje gore Liupan) med vzhodnim Gansujem in zahodnim Šaanšijem.
Do leta 1987 je bil Gansu v poštni romanizaciji in Wade-Giles preveden kot Kansu, ki ga je postopoma nadomestil pinjin od leta 1958. Črkovanje province je zapisano tudi v mandarinskih fonetičnih simbolih II (1986) in Tongyong pinjin (2002), ki ju je sprejela vlada Republike Kitajske (ROC) na Tajvanu, ki je kasneje sprejela hanyu pinjin leta 2009.

## Zgodovina
Ime Gansu je sestavljeno ime, ki je bilo prvič uporabljeno v času dinastije Song. Je kombinacija imen dveh prefektur (州) v dinastiji Sui in Tang: Gan (okoli Džangje) in Su (okoli Džiučuana). Njen vzhodni del je ena od zibelk starodavne kitajske civilizacije.

### Starodavni Gansu
V prazgodovini je bil Gansu gostitelj neolitskih kultur. Kultura Dadivan, od koder so bili izkopani arheološko pomembni artefakti, je cvetela na vzhodnem koncu Gansuja od okoli 6000 pr. n. št. do okoli 3000 pr. n. št. Kultura Madžiajao in del kulture Čidžja sta se ukoreninila v Gansuju od 3100 pr. n. št. do 2700 pr. n. št. oziroma 2400 pr. n. št. do 1900 pr. n. št.
Juedži so prvotno živeli v zelo zahodnem delu Gansuja, dokler jih Šjongnu okoli leta 177 pr. n. št. niso prisilili v izselitev.
Država Čin, na Kitajskem znana kot ustanovna država kitajskega imperija, je zrasla iz jugovzhodnega dela Gansuja, natančneje območja Tjanšui. Domneva se, da ime Čin delno izvira iz tega območja. V Fangmatanu blizu Tjanšuija so izkopali grobnice in artefakte Čin, vključno z enim 2200 let starim zemljevidom okrožja Guišjan.

### Cesarska doba
V cesarskih časih je bil Gansu pomembna strateška postojanka in komunikacijska povezava za kitajski imperij, saj Heši koridor poteka vzdolž 'vrat' province. Dinastija Han je čez ta koridor razširila Veliki zid in ob njem zgradila strateški mesti Jumenguan (prelaz Jumen, blizu Dunhuanga) in Janguan. Tam najdemo ostanke obzidja in mest. Dinastija Ming je zgradila postojanko Džiajuguan v Gansuju. Zahodno od Jumena in gorovja Čiljan, na severozahodnem koncu province, so živela ljudstva Juedži, Vusun in druga nomadska plemena (Šiji 123), ki so občasno nastopala v regionalni imperialni kitajski geopolitiki.
S pogodbo Čingšui, sklenjeno leta 823 med Tibetanskim cesarstvom in dinastijo Tang, je Kitajska za precejšnje obdobje izgubila velik del zahodne province Gansu.
Po padcu Ujgurskega kaganata je bila s preseljevanjem Ujgurov iz kaganata v delu Gansuja ustanovljena budistična jugurska (Ujgurska) država, imenovana Ujgursko kraljestvo Gandžou, ki je trajalo od 848 do 1036 našega štetja.
Ob svilni poti je bil Gansu gospodarsko pomembna provinca, pa tudi prenosna pot kulture. Templji in budistične jame, kot so jame Mogao ('Jame tisočerih Bud') in jame Maidžišan, vsebujejo umetniško in zgodovinsko razkrivajoče poslikave. Avgusta 2006 so na mestu garnizije Zahodni Han v bližini prelaza Jumen odkrili zgodnjo obliko papirja, popisanega s kitajskimi pismenkami in datiranega približno v 8. pr. n. št.
Dinastija Šišja ali zahodna Šjia je nadzorovala velik del Gansuja in Ningšja.
Provinca je bila tudi izvor Dunganskega upora 1862–77. Med silami Čing so bili muslimanski generali, vključno z Ma Zhan'aom in Ma Anliangom, ki sta pomagala Čingom zdrobiti uporniške muslimane. Upor se je v Gansu razširil iz sosednjega mesta Činghaj.
Med letoma 1895 in 1896 je bil še en Dunganski upor.

### Republikanska Kitajska
Zaradi pogostih potresov, suše in lakote je bil gospodarski napredek Gansuja bistveno počasnejši kot do nedavnega v drugih kitajskih provincah. Na podlagi bogatih mineralnih virov območja se je začelo razvijati v vitalno industrijsko središče. Potres v Gansuju z močjo 8,6 po Richterjevi lestvici je leta 1920 ubil okoli 180.000 ljudi, večinoma na današnjem območju Ningšja, drugi z magnitudo 7,6 pa je leta 1932 ubil 275 ljudi.
Muslimanski konflikt v Gansuju (1927–1930) je bil spopad proti Guomindžunu.
Medtem ko je bil muslimanski general Ma Hongbin vršilec dolžnosti predsednika province, je leta 1940 muslimanski general Ma Buqing dejansko nadzoroval Gansu. Okrožje Liangdžou v Vuveiju je bilo prej njegov sedež v Gansuju, kjer je nadzoroval 15 milijonov muslimanov. Šindžjang je prišel pod nadzor Kuomintanga (nacionalistov), potem ko so njihovi vojaki vstopili prek Gansuja. Tjenšui v Gansuju je bil kraj japonsko-kitajskega boja letal.
Gansu je bil ranljiv za sovjetski prodor prek Šindžjnga. Gansu je bil prehod za sovjetsko vojno oskrbo za Republiko Kitajsko med drugo kitajsko-japonsko vojno. Landžou je bil ciljna točka po cesti, ki je prihajala iz Dihua (Urumči). Letališče Gonšingdun je bilo eno od številnih letalskih baz, kjer so kitajske zračne sile delovale v obrambi Gansuja. Gansu je Kitajski med vojno zagotovil večino lokalnega bencina iz naftnih vrtin Jumen Laodžunmiao od poletja 1939, ki je v tistih vojnih letih proizvedlo 250.000 ton surove nafte. Landžou in Lhasa sta bila določena za prejemnika nove železnice.
Islamski upor Kuomintanga na Kitajskem (1950–1958) je bil podaljšanje kitajske državljanske vojne v več provincah, vključno z Gansujem.
- Ruševine kitajskega stražnega stolpa iz dinastije Han (202 pr. n. št.–220 n. št.), narejene iz nabite zemlje v Dunhuangu, provinca Gansu, vzhodni rob svilne poti
- Kozarec iz obdobja kulture Šindian z dvema ročajema z ušesi, odkrit v Gansuju, iz leta okoli 1000 pr. n. št.
- Ruševine vrat na prelazu Jumen, zgrajenih v času dinastije Džin (266–420)
- Trdnjava na prelazu Džjajuguan

## Geografija
Gansu ima površino 454.000 kvadratnih kilometrov in velika večina njenega ozemlja je več kot 1000 metrov nad morsko gladino. Leži med Tibetansko planoto in Puhlično planoto ter meji na Mongolijo (provinca Govi-Altaj) na severozahodu, Notranjo Mongolijo in Ningšja na severu, Šaanši na vzhodu, Sečuan na jugu in Šindžjang na zahodu. Rumena reka teče skozi južni del province. Provinca vsebuje geografsko središče Kitajske, označeno s središčem spomenika države na 35°50′40.9″N 103°27′7.5″E / 35.844694°N 103.452083°E.
Del puščave Gobi je v Gansuju, pa tudi majhni deli puščave Badain Jaran in puščave Tenger.
Rumena reka dobi večino vode iz Gansuja, ki teče naravnost skozi Landžou. Območje okoli Vuveija je del porečja reke Šijang.
Pokrajina v Gansuju je zelo gorata na jugu in ravninska na severu. Gore na jugu so del gorovja Čiljan, medtem ko skrajni zahodni Altin-Tagh vsebuje najvišjo točko province na 5830 metrih.
Naravni kopenski prehod, znan kot Heši koridor, ki se razteza približno 1000 kilometrov od Landžoua do prelaza Jumen, je znotraj province.
Gansu ima na splošno polsušno do sušno celinsko podnebje (Köppen BSk ali BWk) s toplimi do vročimi poletji in mrzlimi do zelo mrzlimi zimami, čeprav so dnevni temperaturni razponi pogosto tako veliki, da najvišje temperature ostanejo celo nad 0 °C v zimskem času. Vendar pa zaradi izjemne nadmorske višine nekatera območja Gansuja kažejo subarktično podnebje (Dwc) – z zimskimi temperaturami včasih padejo do –40 °C. Večina omejenih padavin je v poletnih mesecih: zime so tako suhe, da je snežna odeja omejena na zelo visoke nadmorske višine, snežna meja pa je lahko visoka tudi do 5500 metrov na jugozahodu.
- Narodni geopark Džangje
- Polmesečevo jezero, Dunhuang
- Gorovje Čiljan na jugovzhodu Džiučuana
- Terasasta polja blizu Tjanšuija
- Travniki v okrožju Min
- Močvirje Rumene reke, okrožje Maču

### Rastlinstvo in živalstvo
Gansu ima 659 vrst divjih živali. Ima štiriindvajset redkih živali, ki so pod zaščito države.
Med sesalci Gansuja so nekateri najbolj karizmatični na svetu: Orjaški panda, zlata opica (Cercopithecus mitis kandti), ris, snežni leopard, jelen sika, mošusni jelen in baktrijska kamela.
Med zoologi, ki preučujejo krte, je zelo zanimiv Gansujski krt (Scapanulus oweni). Iz razloga, o katerem je mogoče samo špekulirati, je taksološko gledano krt iz novega sveta, ki živi med krti iz starega sveta: to je ameriški krt, ki živi v morju evro-azijcev.
Gansu je dom 441 vrst ptic; je središče endemizma in dom številnih vrst in podvrst, ki se ne pojavljajo nikjer drugje na svetu.
Gansu je drugi največji proizvajalec zdravilnih rastlin in zelišč na Kitajskem, vključno z nekaterimi, ki jih ne pridelajo nikjer drugje, kot so korenina dangšen (Codonopsis pilosula), čebulica logarice (Fritillaria) in kitajska gliva Ophiocordyceps sinensis.

## Gospodarstvo
Kljub nedavni rasti v Gansuju in cvetočem gospodarstvu v preostali Kitajski, Gansu še vedno velja za eno najrevnejših provinc na Kitajskem. Že nekaj let se uvršča med province z najnižjim BDP na prebivalca. Njen nominalni BDP za leto 2017 je znašal približno 767,7 milijarde juanov (113,70 milijarde USD) in 29.326 RMB (4343 USD) na prebivalca. Pokrajina ima tudi veliko razliko v bogastvu med regijami in urbanimi ter podeželskimi območji. Najrevnejša območja so Dingši, Longnan, Ganan in Linšja. Po mnenju analitikov lokalno gospodarstvo ni dobilo zagona, medtem ko je drugim provincam uspelo povečati svojo gospodarsko rast.

### Kmetijstvo
Zaradi slabih naravnih razmer, kot je suša, je Gansu ena izmed kitajskih provinc z najmanjšo površino obdelovalne zemlje na prebivalca. Kmetijska proizvodnja vključuje bombaž, laneno olje, koruzo, melone (kot je medena melona, lokalno znana kot melona Bailan), proso in pšenico. Gansu je znana kot vir divjih zdravilnih zelišč. Vendar pa je onesnaženje s težkimi kovinami, kot je kadmij v vodi za namakanje, povzročilo zastrupitev številnih hektarjev kmetijskih zemljišč. Obseg in narava onesnaženja s težkimi kovinami velja za državno skrivnost.

### Industrija
Industrijski sektor v Gansuju se je razvil po dokončanju železnice Longhai leta 1953 in načrtoval v prvem petletnem načrtu Kitajske. Do leta 2014 je industrijski sektor največ prispeval h gospodarstvu Gansuja. Najpomembnejše industrije so petrokemična, barvna metalurgija, stroji in elektronika. Pokrajina je tudi pomembna baza za vetrno in sončno energijo. Zaradi politik varstva okolja industrijski sektor ne raste. Proizvodni sektor se krči že več let in ima nizke naložbene številke.
Po nekaterih virih je provinca tudi središče kitajske jedrske industrije.
Kot je določeno v 12. petletnem načrtu države, lokalna vlada Gansuja upa, da bo povečala BDP province za 10 % letno z osredotočenjem naložb na pet stebrnih industrij: obnovljivo energijo, premog, kemikalije, neželezne kovine, farmacevtske izdelke in storitve
Velik del gospodarstva temelji na rudarjenju in pridobivanju mineralov, zlasti elementov redkih zemelj. Provinca ima med drugim znatna nahajališča antimona, kroma, premoga, kobalta, bakra, fluorita, sadre, iridija, železa, svinca, apnenca, živega srebra, mirabilita, niklja, surove nafte, platine, troilita, volframa in cinka. Naftni polji v Jumenu in Čangčingu veljata za pomembni.
Gansu ima največja nahajališča niklja na Kitajskem, ki predstavljajo več kot 90 % vseh kitajskih zalog niklja.

## Okolje

### Naravne nesreče
16. decembra 1920 je bil Gansu priča najsmrtonosnejšemu zemeljskemu plazu, kar jih je bilo kdaj zabeleženo. Serija zemeljskih plazov, ki jih je sprožil en sam potres, je povzročila večino od 180.000 smrtnih žrtev v tem dogodku.

### Projekt proti dezertifikaciji
Azijska razvojna banka sodeluje s kitajsko državno gozdarsko upravo pri projektu obnove ekosistema svilne potie, ki je namenjen preprečevanju degradacije in dezertifikacije v Gansuju. Ocenjuje se, da bo stala do 150 milijonov ameriških dolarjev.

## Demografija
V provinci Gansu živi nekaj več kot 25 milijonov ljudi. Od leta 2020 je bilo 47,7 % prebivalstva podeželskega, vendar je veliko preseljevanja v zadnjih letih to zmanjšalo. V Gansuju je 89,4 % Hanov in ima tudi ljudi Hui, Tibetance, Dongšjang, Tu, Ujgure, Jugure, Bonan, Mongolce, Salar in Kazahstance. Skupnost kitajskih muslimanov Hui v provinci so okrepili muslimani Hui, preseljeni iz province Šaanši med uporom Dungan. Gansu je poleg Šaanšija tudi zgodovinska domovina narečja Dunganov, ki so se preselili v Srednjo Azijo. Jugozahodni del Gansuja je dom velikemu etničnemu tibetanskemu prebivalstvu. V sodobnem Gansuju prevladujeta mesto Landžou in prefekturi Linšja Hui, njuna rast skriva ostro dejstvo, da večina preostalih hitro izgublja prebivalstvo.

## Jeziki
Večina prebivalcev Gansuja govori narečja severne mandarinščine. Na obmejnih območjih lahko srečate tu, tibetanščino, mongolščino, ujgurščino in kazahstanščino. Večina manjšin govori tudi kitajsko.

### Religija
Glede na raziskavo iz leta 2012 približno 12 % prebivalcev Gansuja pripada organiziranim veram, največje skupine so budisti z 8,2 %, sledijo muslimani s 3,4 %, protestanti z 0,4 % in katoličani z 0,1 %. Približno 88 % prebivalstva je morda nereligioznih ali vključenih v kitajsko ljudsko vero, budizem, konfucianizem, taoizem in ljudske verske sekte.
Muslimanske restavracije so pogoste in ponujajo tipične kitajske jedi, vendar brez izdelkov iz svinjine, namesto tega pa je poudarek na jagnjetini in ovčetini. Gansu ima veliko del budistične umetnosti, vključno z jamami Maidžišan. Dunhuang je bil v srednjem veku glavno središče budizma.
| - Glavna dvorana templja Chan v Landžou - Tempelj Čenghuangšen (Idol), Landžou - Tempelj kitajskega budizma Nanhua Amituo Fo na hribu nad strehami sufijskega svetišča Yu Baba Gongbei - Tibetanski budistični samostan Labrang v Gananu - Vaški tempelj v okrožju Linšja - Mošeja Linšja Donguan - Mošeja Landžou Šiguan |

## Turizem

### Prelaz Džjaju čez Veliki zid
Prelaz Džjaju blizu mesta Džjajuguan je največji in najbolj nedotaknjen prehod ali vhod v Veliki zid. Zgrajen je bil v zgodnji dinastiji Ming, nekje okoli leta 1372, v bližini oaze, ki je bila takrat na skrajnem zahodnem robu Kitajske. Prelaz Džjajuguan je bil prvi prehod na zahodnem koncu Velikega zidu, zato si je prislužil ime »Prvi in največji prelaz pod nebom«.
Dodatna opeka naj bi počivala na polici nad enimi od vrat. Ena legenda pravi, da je odgovorni uradnik prosil načrtovalca, naj izračuna, koliko opek bo uporabljenih. Projektant mu je dal številko in ko je bil projekt končan, je ostala le še ena opeka. Postavili so jo na vrh prelaza kot simbol spomina. Drugo poročilo trdi, da je bil gradbeni projekt dodeljen vojaškemu upravitelju in arhitektu. Arhitekt je vodji predložil zahtevo za skupno število opek, ki jih bo potreboval. Ko je upravnik ugotovil, da arhitekt ni zahteval dodatne opeke, je od arhitekta zahteval, da poskrbi za nepredvidene okoliščine. Arhitekt, ki je to razumel kot žalitev svojih načrtovalskih sposobnosti, je zahtevi dodal eno dodatno opeko. Ko so bila vrata končana, je bila ena dodatna opeka v resnici dodatna in je ostala na polici nad vrati.

### Jame Mogao
Jame Mogao blizu Dunhuanga imajo zbirko budistične umetnosti. Prvotno je bilo tisoč jam, zdaj pa je ostalo samo 492 jamskih templjev. Vsak tempelj ima velik kip Bude ali Bodhisatve in slike verskih prizorov. Leta 336 n. št. je menih po imenu Le Zun (Lo-cun) prišel blizu Peščene gore, ko je imel videnje. Začel je klesati prvo jamo. V obdobju petih dinastij jim je zmanjkalo prostora na pečini in niso mogli več zgraditi nobene jame.

### Svilna pot in mesto Dunhuang
Zgodovinska svilna pot se začne v Čanganu (današnji Šjan) in vodi do Konstantinopla (sodobni Carigrad). Na poti so trgovci šli v Dunhuang v Gansuju. V Dunhuangu bi dobili sveže kamele, hrano in stražarje za pot po nevarni puščavi Takla Makan. Pred odhodom iz Dunhuanga so molili v jamah Mogao za varno pot; če so se vrnili živi, so se zahvalili bogovom v jamah. Čez puščavo so oblikovali vlak kamel, da bi se zaščitili pred lopovskimi razbojniki. Naslednja postaja, Kaši (Kašgar), je bila dobrodošel prizor za trgovce. V Kašiju bi večina zamenjala robo in se vrnila, tisti, ki bi ostali, pa so jedli sadje in svoje baktrijske kamele zamenjali za enogrbe kamele. Po Kašiju so nadaljevali, dokler ne bi dosegli naslednjega cilja.
Polmesečevo jezero ali Juejačuan, ki je približno 5 km jugozahodno od mesta, je oaza in priljubljena točka za turiste, ki iščejo predah pred vročino puščave. Aktivnosti vključujejo vožnjo s kamelami in 4x4.

### Muzej svilne poti
Muzej svilne poti je v Džiučuanu ob svilni poti, trgovski poti, ki je povezovala Rim s Kitajsko, uporabljal jo je tudi Marco Polo. Zgrajena je tudi nad grobnico zahodnega kralja Lianga.

### Tempelj Bingling
Tempelj Bingling ali jame Bingling je budistični jamski kompleks v kanjonu ob Rumeni reki. Mesto se je začelo leta 420 našega štetja v času dinastije Džin in vsebuje na desetine jam in votlin, polnih izjemnih primerov rezbarij, kipov in fresk. Veliki Maitrejev Buda je visok več kot 27 metrov in je po slogu podoben velikim Budom, ki so nekoč obdajali pečine Bamijana v Afganistanu. Dostop do lokacije je poleti ali jeseni z ladjo iz Jongdžinga. Ni druge dostopne točke.

### Samostan Labrang
Samostan Labrang Tašikjil je v okrožju Šjahe v tibetanski avtonomni prefekturi Ganan, v južnem delu Gansuja in je del tradicionalne tibetanske province Amdo. Je eden od šestih večjih samostanov tradicije tibetanskega budizma Gelukpa v Tibetu in najpomembnejši v Amdu. Zgrajen je bil leta 1710, vodi pa jo Džamjang-džajpa. Ima 6 dracang (kolegijev) in hrani več kot šestdeset tisoč verskih besedil in drugih literarnih del ter drugih kulturnih artefaktov.

### Jame Maidžišan
Jame Maidžišan so niz 194 jam, izrezanih na pobočju hriba Madžišan v Tjanšuiju. Ta primer arhitekture, vklesane v skalo, vsebuje več kot 7200 budističnih skulptur in več kot 1000 kvadratnih metrov fresk. Gradnja se je začela v poznejši dobi Čin (384–417 n. št.).